# Ted Morgan
Ted Morgan, född 5 april 1906 i East Ham, död 22 november 1952 i Wellington, var en nyzeeländsk boxare.
Morgan blev olympisk mästare i weltervikt i boxning vid sommarspelen 1928 i Amsterdam.